# Escut d'Almudaina
L'escut d'Almudaina és un símbol representatiu oficial d'Almudaina, municipi del País Valencià, a la comarca del Comtat. Té el següent blasonament:
| « | Escut quadrilong de boca redona. En camp d'or, quatre pals de gules, ressaltats d'una banda d'atzur; en abisme, una torre d'argent, maçonada i aclarida de sable. Per timbre, una corona reial oberta. | » |

## Història
L'escut d'Almudaina fou aprovat mitjançant el Reial Decret 2.008/1980, de 3 d'octubre, i modificat segons la resolució del 16 de setembre de 2003, del conseller de Justícia i Administracions Públiques. Publicat en el DOGV núm. 4.601, del 3 d'octubre de 2003.
Es tracta d'unes armes parlants, ja que Almudaina és una paraula àrab que significa 'la fortalesa'. La torre, a més, fa referència a la torre d'Almudaina, l'edifici més significatiu del poble, segons sembla d'origen romà, tot i que la construcció actual és d'època musulmana.
Almudaina fou conquerida per Jaume I a mitjan segle xiii, va obtenir la carta pobla el 1278 i va formar part de la baronia de Planes fins al 1534.